# Anton Bavčer
Anton (Tone) Bavčer (ponekod napačno zapisano kot Anton Bavčar), slovenski planinec in domoljub, * 13. junij 1905, Ajdovščina, † 21./22. junij 1944, Trst.
Bil je član organizacije TIGR. Med 2. svetovno vojno je bil večkrat zaprt v Rižarni v Trstu, kjer je bil mučen in ustreljen kot talec. Po njem se imenuje planinska koča na Čavnu.